# ديكي كانيكو
ديكي كانيكو (باليابانية: 金子大毅) هو لاعب كرة قدم ياباني، ولد في 28 أغسطس 1998 في طوكيو في اليابان. لعب مع شونان بلمار.

## وصلات خارجية
- ديكي كانيكو على موقع رابطة كرة القدم اليابانية للمحترفين (اليابانية)
- ديكي كانيكو على موقع قاعدة بيانات كرة القدم.إي يو (الإنجليزية)
- ديكي كانيكو على موقع Soccerway.com (الإنجليزية)
- ديكي كانيكو على موقع عالم كرة القدم.نت (الإنجليزية)